# Marius Bell
Marius Bell (Manaos, Amazonas, 1 de abril de 1950) es un ilustrador, escultor y dibujante brasileño.

## Biografía
Desde la niñez Marius Bell mostró pasión por los cómics y los libros de historietas en general, también leyó en secreto las historias eróticas de Carlos Zephyr, que le costó la expulsión de la escuela donde alcanzó el tercer grado. Había hecho unos dibujos obscenos, con personajes inspirados en algunos de sus profesores y el sacerdote que le enseñó el catecismo.
De talento precoz, el primer incentivo para su dedicación artística lo halló en un amigo vendedor de pescado, que se ofreció a pagarle un viaje a Sao Paulo, pero el joven Marius lo rechazó. 